# Агроуниверситет (мини-футбольный клуб)
«Агроуниверситет» — мини-футбольная команда из Днепра, бронзовый призёр чемпионата УССР по мини-футболу 1991 года.

## История
Днепропетровская команда «Агроуниверситет» принимала участие во втором розыгрыше чемпионата УССР по мини-футболу, состоявшемся в 1991 году. «Агроуниверситет» стал единственной командой среди десяти участников финального турнира, которую не сумел переиграть ставший чемпионом днепропетровский «Механизатор» (матч закончился вничью 4:4). Под руководством тренера Александра Капустина «Агроуниверситет» завоевал бронзовые медали чемпионата УССР, а также успешно выступил во всесоюзных соревнованиях.
В последующие годы команда Днепровского государственного аграрно-экономического университета по футболу неоднократно становилась чемпионом Украины среди аграрных учебных заведений. В 2001 году команда университета стала победителем чемпионата Украины по мини-футболу среди команд первой лиги.